# Dossie Easton
Dorothy "Dossie" Easton (26 de febrero de 1944) es una escritora y terapeuta de familia estadounidense.

## Carrera
Easton es escritora y poeta. Fue la coautora de los libros The Ethical Slut: a Guide to Infinite Sexual Possibilities, Radical Ecstasy, When Someone You Love is Kinky, The New Topping Book y The New Bottoming Book con Janet W. Hardy (quien también escribe bajo el seudónimo de Catherine A. Liszt).
Ha sido oradora en muchas conferencias, especialmente las llevadas a cabo por la Asociación Americana de Educadores Sexuales, Consejeros y Terapistas (AASECT), la Sociedad para el Estudio Científico del Sexo, y la Universidad de Hamburgo. Ha dado charlas en muchas instituciones educativas como la Universidad de California, el Colegio de Pomona y la Universidad Estatal de San Francisco.

## Trabajos

### Libros
- Easton, Dossie and Janet W. Hardy, Radical Ecstasy: S/M Journeys to Transcendence. San Francisco: Greenery Press, 2004.
- Easton, Dossie and Janet W. Hardy, The New Topping Book. San Francisco: Greenery Press, 2003. ISBN 1-890159-36-0.
- Easton, Dossie and Janet W. Hardy, The New Bottoming Book. San Francisco: Greenery Press, 2001. ISBN 1-890159-35-2.
- Easton, Dossie and Catherine A. Liszt. When Someone You Love Is Kinky. San Francisco: Greenery Press, 2000. ISBN 1-890159-23-9.
- Easton, Dossie and Catherine A. Liszt. The Ethical Slut.Third Edition, Ten Speed Press, 2017. ISBN 978-0-399-57966-0.

### Ficción
- "Theory of the Big Bang." "Dreaming the Dark" ed. Janet Hardy, Greenery Press.

### Artículos
- “Shadowplay: SM Journeys to Our Selves,” in Safe, Sane and Consensual, eds. Meg Barker and Darren Langdridge, Reino Unido 2007.[4]

- “Making Friends with Jealousy,” in Nonmonogamies, eds. Meg Barker and Darren Langdridge, Routledge, 2010.[5]

- “Cultural Competence with BDSM Clients,” in Counseling Ideologies, Queer Challenges to Heteronormativity, ed. Lyndsey Moon, Ashgate Publishing, Reino Unido, 2010.[6]

- “Sex and Relationships: Reflections on Living Outside the Box” in Families - Beyond the Nuclear Ideal, eds. Daniela Cutas and Sarah Chan, Blomsbury, Londres, 2012.[7]